# Saint-Christophe-sur-Avre

Saint-Christophe-sur-Avre este o comună în departamentul Eure, Franța. În 1 ianuarie 2022 avea o populație de 141 de locuitori.